# サーラアビリタ
サーラアビリタは長野県長野市にあるモデルエージェンシー。一般社団法人日本モデルエージェンシー協会と芸団協に加盟している。2023年6月30日をもって業務終了、8月に破産手続き開始決定。

## 主要業務
主な業務はCM、広告、ファッション雑誌などで活躍するモデルの育成、マネジメント。ローカルタレントやTVレポーター、FMラジオのパーソナリティ等の活動も行う。